# Pergamin z Chinon

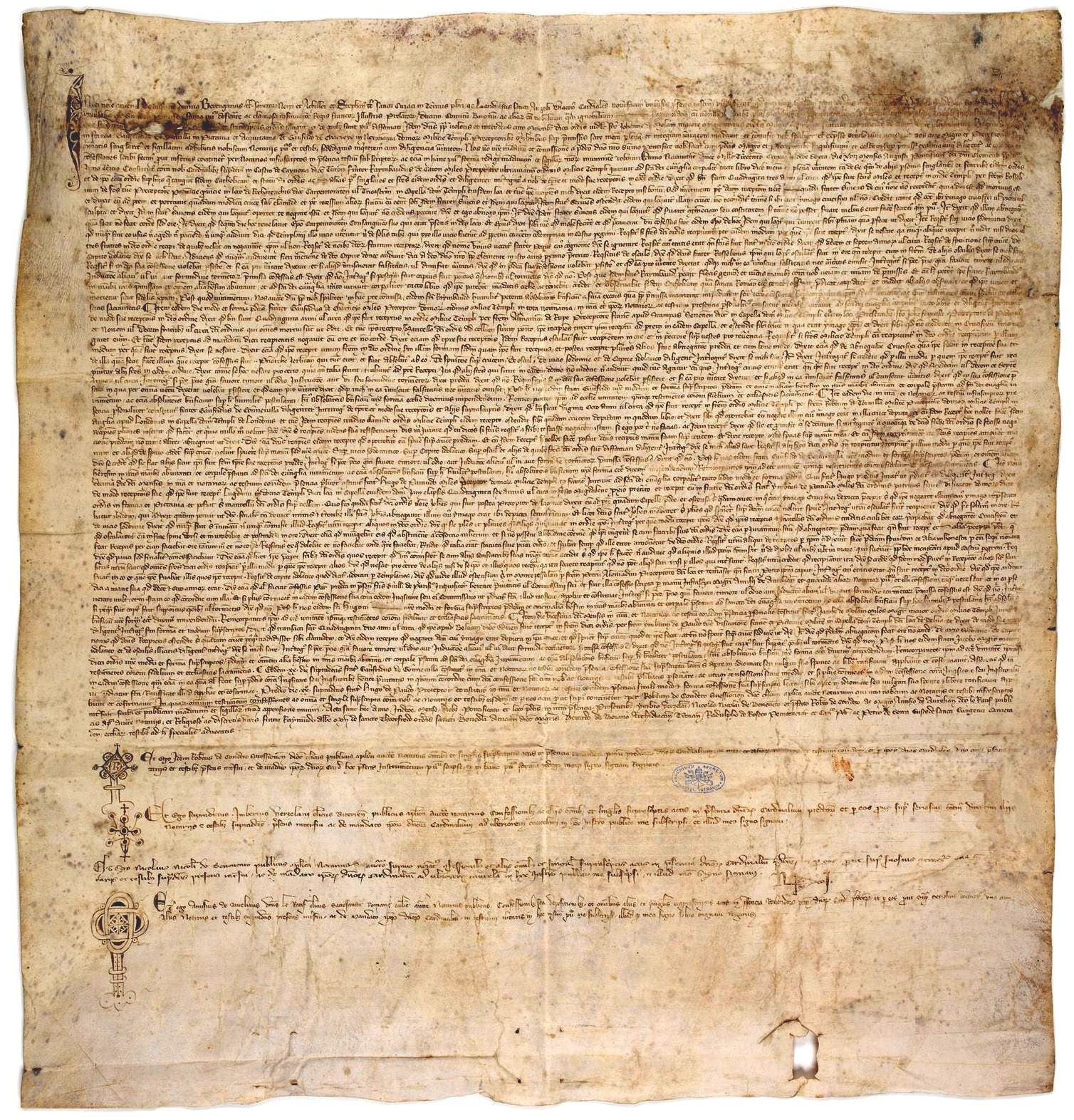
Pergamin z Chinon

Pergamin z Chinon – oryginalny protokół przesłuchania najważniejszych dostojników zakonu templariuszy, które miało miejsce w dniach od 17 do 20 sierpnia 1308 roku w lochach Zamku w Chinon nad Loarą. Przesłuchanie to zostało przeprowadzone przez trzech kardynałów, wysłanników papieża Klemensa V: Berengara, Stefanusa i Landolfa. Dokument ten przez siedem wieków uważany był za zaginiony.

## Opis
Pergamin z Chinon przedstawia rezultaty przesłuchania czterech templariuszy: Raymbauda de Caron (preceptora Outremer), Hugona de Perraud (preceptora Francji), Geoffroya de Gonneville (preceptora Akwitanii i Poitou) oraz Geoffroya de Charney (preceptora Normandii). Wszyscy zostali uniewinnieni od stawianych im zarzutów herezji, natomiast zostali uznani winnymi wypierania się wiary. Równocześnie udzielono im absolucji od zarzutów bezczeszczenia słowem i czynem krzyża oraz wypierania się wiary. Zarzut ten był związany z tajnym obrzędem inicjacji, tzw. „próbą przyjmowania nowicjuszy do zakonu”. Próba prawdopodobnie miała przygotowywać braci zakonnych na „pozorne akty” wyparcia się wiary chrześcijańskiej, na wypadek gdyby trafili do muzułmańskiej niewoli w trakcie walk z niewiernymi prowadzonych w Ziemi Świętej.

## Historia
Pergamin z Chinon został źle skatalogowany w 1622 roku, przez co pozostawał w ukryciu, wiedziano jednak o jego istnieniu. Został odnaleziony 13 września 2001 roku podczas kwerendy prowadzonej przez włoską historyk Barbarę Frale w Tajnych Archiwach Watykanu, gdy natknęła się ona na pergamin z podpisem kardynała Berengara, który w czasach Klemensa V był jego najważniejszym doradcą. Wyniki swoich prac Barbara Frale opublikowała w 2004 roku w Journal of Medieval History. Kopia dokumentu, który został odnaleziony przez badaczkę, została opublikowana we włoskim czasopiśmie „Hera”.

## Wydanie
25 października 2007 roku w Sali Synodalnej Watykan udostępnił dokumenty z procesu templariuszy. Prefekt Tajnego Archiwum Watykańskiego, Sergio Pagano, stwierdził, że celem przedstawienia dokumentów „nie była żadna chęć uczczenia zakonu templariuszy, a tym bardziej jego rehabilitacji. Nasza rola ogranicza się do badań historycznych”. Wśród opublikowanych dokumentów znalazł się również Pergamin z Chinon. Materiał zawierający trzysta stron druku został wydany pod tytułem Processus Contra Templarios (z łac. Proces przeciwko templariuszom) ukazał się blisko 700 lat po rozwiązaniu zakonu. Wydano go z dużą starannością, gdyż zawiera nawet niedoskonałości samego pergaminu. Dokument został wydany w niewielkim nakładzie 799 egzemplarzy, za to sprzedawano go po wysokiej cenie 8377 dolarów za egzemplarz.